# مینوش شفیق
نعمت طلعت شفیق، بارونس شفیق (زادهٔ ۱۳ اوت ۱۹۶۲) همچنین معروف به مینوش شفیق، یک اقتصاددان بریتانیایی-آمریکایی مصری‌الاصل است. او از سال ۲۰۱۷ تا ۲۰۲۳ به عنوان رئیس مدرسه اقتصاد لندن و از ژوئیه ۲۰۲۳ تا اوت ۲۰۲۴ به عنوان بیستمین رئیس دانشگاه کلمبیا خدمت کرد.
شفیق پیش از این معاون رئیس بانک انگلستان بود. او در حال حاضر به عنوان عضو هیئت مدیره بنیاد بیل و ملیندا گیتس فعالیت می‌کند.

## زندگی‌نامه
نعمت شفیق متولد اسکندریه مصر است و در دانشگاه ماساچوست در امهرست در رشته اقتصاد و سیاست کارشناسی گرفت و سپس در مدرسه اقتصاد لندن و کالج سنت آنتونی تحصیلاتش را تا مقطع دکتری در اقتصاد ادامه داد.

او پس از اتمام تحصیلاتش به بانک جهانی پیوست و در بخش پژوهشی کارش را بر روی مدل‌سازی اقتصادی جهانی و سپس در مورد مسائل زیست‌محیطی آغاز کرد. شفیق در ۳۶ سالگی به عنوان جوانترین معاون بانک جهانی انتخاب شد.

وی در رتبه‌بندی مجله فوربز در سال ۲۰۱۵ به عنوان شصت‌وششمین زن قدرتمند جهان معرفی شده است.